# Mortens badebold
|  | Denne artikel er oprettet af botten PalnaBot ud fra en ekstern database. Den kan derfor have sproglige fejl eller mangler. Denne skabelon kan fjernes efter kontrol af indholdet. |

Mortens badebold er en børnefilm fra 1996 instrueret af Liller Møller efter manuskript af Liller Møller.

## Handling
Børn farer legende af sted på rulleskøjter, cykler og skateboards. Men ikke Morten. Han er for lille og har kun en ganske almindelig badebold. Almindelig? Badebolden har sandelig både liv og drillelyst, og den fører Morten rundt i havens lille, store verden. Til oplevelser og sjov. Morten har fået en god ven. Et glad og venligt lille filmeventyr for de helt små filmslugere.